# Samara Joy
Pour les articles homonymes, voir Joy.
Samara Joy McLendon, née le 11 novembre 1999 dans le Bronx (New York), connue sous le nom de scène de Samara Joy, est une chanteuse de jazz américaine. Elle est comparée aux plus grandes voix du jazz dont Ella Fitzgerald et Nina Simone.
En 2019, elle remporte le Sarah Vaughan International Jazz Vocal Competition avant d'être nommée Meilleure Nouvelle Artiste par JazzTimes en 2021.
En 2023, elle remporte le Grammy Award du meilleur nouvel artiste et celui du Meilleur album de jazz vocal pour Linger Awhile.

## Biographie
Samara Joy est née et a grandi à Castle Hill, un quartier du Bronx à New York dans une famille de musiciens de gospel et de soul. Ses grands-parents sont les fondateurs du groupe de gospel The Savettes à Philadelphie. Lors de son passage à la Fordham High School for the Arts (en), elle se produit avec un groupe de jazz. Quelques années plus tard, elle remporte le prix de Meilleure Vocaliste de l'Esssentially Ellington Competition de l'Université Fordham. Elle entre ensuite en études de jazz à l'Université d'État de New York à Purchase où elle obtient une bourse Ella Fitzgerald.
En 2019, seulement deux ans après avoir commencé le jazz, elle participe à la Sarah Vaughan International Jazz Vocal Competition qu'elle remporte. Au même moment, elle enregistre son premier album alors qu'elle est toujours étudiante, études dont elle sort magna cum laude en 2021. Son album Samara Joy sort le 9 juillet 2021 chez Whirlwind Records. En septembre 2022 sort son second album Linger Awhile chez Verve Records, réalisé avec la participation du batteur Kenny Washington (en), du guitariste Pasquale Grasso, du pianiste Ben Paterson (en) et du bassiste David Wong.

## Discographie

### Albums studio
- 2021 : Samara Joy (Whirlwind Recordings)
- 2022 : Linger Awhile (en) (Verve Records)
- 2023 : A Joyful Holiday (en) (Verve Records)
- 2024 : Portrait (Verve Records)

## Récompenses
- 2021 : Meilleure Nouvelle Artiste par JazzTimes[12]
- 2022 : Prix du jazz vocal décerné par l'Académie du jazz[13]
- 2023 :
  - Grammy Award du meilleur nouvel artiste aux Grammy Awards 2023[1]
  - Grammy Award du meilleur album de jazz vocal pour Linger Awhile aux Grammy Awards 2023[14]